# 地球步方
《地球步方》（日语：地球の歩き方、ちきゅうのあるきかた）是日本公司株式會社地球歩方發行的旅遊指南叢書。自1979年創刊以來，《地球步方》系列已出版超過100本圖書。在創刊至2020年12月，《地球步方》曾經由鑽石社銷售。但在2021年1月，鑽石社將《地球步方》部門讓渡給學研集團。

## 歷史
《地球步方》創刊於1979年，當時僅出版有《歐洲篇》和《美國篇》兩本。在《地球步方》出版之前，日本的海外旅行指南以介紹當地著名景點為主。而《地球步方》以個人旅行者的需求為出發點，將遊客在目的地的交通及住宿等內容作為中心。1981年，《地球步方》出版了《印度篇》。此後《地球步方》主要以年輕旅行者（特別是背包客）為目標讀者，並在書中介紹遊客實際的體驗。然而由於《地球步方》曾介紹過真偽不明的資訊，因此曾被諷為《地球迷方》:212。進入21世紀後，隨著互聯網及智能手機的普及令年輕遊客更易在旅行目的地當地獲得資訊，《地球步方》在資訊份量上難以和網路相比。加上日本背包客本身數量趨於減少，《地球步方》因此內容更加重視較為富裕的中高年遊客，開始主要介紹中高級旅館。
由於北海道電視台著名旅遊節目《週三怎麼樣》曾經多次在海外拍攝時使用該叢書作為旅行指南，《地球步方》曾和該節目共同製作書籍，記錄《週三怎麼樣》在歐洲的旅行體驗。
《地球步方》在2020年出版了《東京篇》，首次出版以日本國內為介紹對象的書籍。至2021年1月，《東京篇》的銷量已經超過8萬冊。

## 叢書一覽
《地球步方》叢書在側面通過顏色區分不同區域。歐洲是A區，使用深綠色；南北美洲是B區，使用紅色；太平洋/印度洋島嶼&大洋洲是C區，使用藍色；亞洲是D區，使用紫色；中近東/非洲是E區，使用棕色。下面列出《地球步方》叢書在2020年11月時出版的全部書籍。

### 歐洲
- 歐洲
- 英國
- 倫敦
- 湖區&蘇格蘭
- 愛爾蘭
- 法國
- 巴黎&近郊
- 南法普羅旺斯和蔚藍海岸&摩納哥
- 義大利
- 羅馬
- 米蘭、威尼斯和湖區

- 佛羅倫薩和托斯卡納
- 南義大利和西西里島
- 德國
- 南德 浪漫之路、城堡之路、法蘭克福、慕尼黑
- 柏林和北德 漢堡・德雷斯頓・萊比錫
- 維也納和奧地利
- 瑞士
- 荷蘭・比利時・盧森堡
- 西班牙
- 馬德里和安達盧西亞
- 巴塞羅那&近郊和伊維薩島・馬約卡島

- 葡萄牙
- 希臘和愛琴海諸島&塞浦路斯
- 中歐：捷克、波蘭、斯洛伐克、匈牙利、斯洛維尼亞、克羅埃西亞、
波士尼亞與赫塞哥維納、塞爾維亞、蒙特內哥羅、馬其頓、阿爾巴尼亞、科索沃、
羅馬尼亞、保加利亞、奧地利
- 捷克・波蘭・斯洛伐克
- 匈牙利
- 保加利亞・羅馬尼亞
- 北歐
- 波羅的海三國：愛沙尼亞、拉脫維亞、立陶宛
- 俄羅斯
- 俄羅斯遠東 西伯利亞 薩哈林
- 克羅埃西亞・斯洛維尼亞

### 南北美洲
- 美國
- 美國西海岸
- 洛杉磯
- 舊金山和矽谷
- 西雅圖 波特蘭 華盛頓州和俄勒岡州的自然
- 紐約 曼哈頓&布魯克林
- 波士頓
- 華盛頓特區
- 拉斯維加斯

- 佛羅里達
- 芝加哥
- 美國南部
- 美國國家公園
- 達拉斯 休斯頓 丹佛
- 阿拉斯加
- 加拿大
- 加拿大西部
- 加拿大東部 尼亞加拉和楓葉街道

- 墨西哥
- 中美
- 巴西・委內瑞拉
- 阿根廷・智利・巴拉圭・烏拉圭
- 秘魯・玻利維亞・厄瓜多・哥倫比亞
- 古巴 巴哈馬 牙買加 加勒比海諸島
- 美國自駕

### 太平洋/印度洋島嶼&大洋洲
- 夏威夷I 歐胡島&檀香山
- 夏威夷II 茂宜島・夏威夷島・考艾島・摩洛凱島・拉奈島
- 塞班島
- 關島
- 大溪地・復活節島
- 斐濟

- 新喀里多尼亞
- 馬爾地夫
- 紐西蘭
- 澳大利亞
- 黃金海岸&凱恩斯
- 悉尼&墨爾本

### 亞洲
| - 中國 - 上海・杭州・蘇州 - 北京 - 大連・瀋陽・哈爾濱 - 廣州・廈門・桂林 - 成都・重慶・九寨溝・麗江 - 西安・敦煌・烏魯木齊 - 西藏 - 香港・澳門・深圳 - 台灣 - 台北 - 台南 高雄 屏東&南台灣的城鎮 - 蒙古 - 中亞 撒馬爾罕和絲綢之路諸國 | - 東南亞 - 泰國 - 曼谷 - 馬來西亞・文萊 - 新加坡 - 越南 - 吳哥窟和柬埔寨 - 寮國 - 緬甸 - 印度尼西亞 - 巴厘島 - 菲律賓 | - 印度 - 尼泊爾和喜馬拉雅登山 - 斯里蘭卡 - 不丹 - 巴基斯坦 - 澳門 - 釜山・慶州 - 孟加拉國 - 南印度 - 韓國 - 首爾 |  |

### 中近東・非洲
- 杜拜和阿拉伯半島諸國
- 埃及
- 伊斯坦堡和土耳其的大地
- 佩特拉遺跡和約旦·黎巴嫩
- 以色列
- 伊朗
- 摩洛哥
- 突尼斯

- 東非 烏干達・埃塞俄比亞・肯尼亞・坦桑尼亞・盧安達
- 南非
- 利比亞
- 馬達加斯加

## 派生系列
除了叢書本身之外，《地球步方》亦出版有面向女性遊客的《aruco》、專門介紹度假區的《地球步方 度假區》、面向旅行時間局限在72小時之內遊客的《Plat》、大開本的《MOOK》等派生系列叢書。
和主要介紹海外旅遊目的地的上述系列相對，《島旅》系列則專門介紹日本國內的離島旅遊地。《BOOKS》則每本選擇一個日本國內外旅遊目的地，對特定主題進行深度介紹。

## 日文以外版本
除了日文版之外，《地球步方》亦出版有韓文版（意為「走遍世界」）。自1998年開始，鑽石社和中國旅遊出版社合資設立北京走遍全球文化传播有限公司，在中國以《走遍全球》名稱出版《地球步方》的簡體中文版。台灣墨刻出版則自2009年開始以《地球步方》的名稱出版該叢書的繁體中文版。